# Modesto Farina
Modesto Farina (Oria di Valsolda, 18 marzo 1771 – Padova, 10 maggio 1856) è stato un vescovo cattolico italiano.

## Biografia
Modesto Farina nacque a Oria di Valsolda, in diocesi di Como, il 18 marzo 1771 da nobile famiglia, proprietaria di Palazzo Farina (poi Ciani) a Lugano e imparentata con l'antico casato milanese dei Sessa di Daverio: suo padre era il nobile comasco Jacopo Farina, figlio di Domenico, mentre sua madre era la nobile Maria Casanova di Gravedona, figlia di Giovanni Battista. Educato nel collegio milanese dei Somaschi e laureato in teologia, poi professore di diritto canonico e di dogmatica, viene consacrato vescovo il 15 agosto 1821 ed imposto dagli Asburgo come vescovo di Padova.
La curia romana, a causa delle sue posizioni anticuriali, illuministe e progressiste, non lo vede di buon occhio e protesta vivacemente con il governo di Vienna. Non ottenendo la revoca della nomina impone al neovescovo la sottoscrizione di un documento col quale si impegna ad una totale sottomissione alla fede e alla chiesa cattolica.
Il documento viene firmato, ma le idee del presule sono sempre presenti e prendono il sopravvento durante i moti del 1848. Infatti il 5 aprile di quello stesso anno ordina preghiere nelle chiese e incita i contadini ad arruolarsi.
Muore a Padova il 10 maggio 1856.

## Genealogia episcopale e successione apostolica
La genealogia episcopale è:
- Cardinale Scipione Rebiba
- Cardinale Giulio Antonio Santori
- Cardinale Girolamo Bernerio, O.P.
- Arcivescovo Galeazzo Sanvitale
- Cardinale Ludovico Ludovisi
- Cardinale Luigi Caetani
- Cardinale Ulderico Carpegna
- Cardinale Paluzzo Paluzzi Altieri degli Albertoni
- Papa Benedetto XIII
- Papa Benedetto XIV
- Papa Clemente XIII
- Cardinale Marcantonio Colonna
- Cardinale Giacinto Sigismondo Gerdil, B.
- Cardinale Giulio Maria della Somaglia
- Vescovo Modesto Farina

La successione apostolica è:
- Vescovo Carlo Fontanini, C.M. (1827)
- Vescovo Giovanni Giuseppe Cappellari (1832)
- Patriarca Giovanni Pietro Aurelio Mutti, O.S.B. (1841)
- Vescovo Jacopo De Foretti (1843)
- Vescovo Federico Manfredini (1843)
- Vescovo Angelo Fusinato (1851)